# Dolovi (gmina Danilovgrad)
Dolovi  (cyr. Долови) – wieś w Czarnogórze, w gminie Danilovgrad. W 2003 roku liczyła 10 mieszkańców.